# Епіграми (Марціал)
Епіграми (лат. Epigrammata) латинського поета Марціала (бл. 40 — бл. 104) — найважливіший твір у творчості автора. Це збірка у дванадцяти книгах коротких віршів у жанрі епіграми, що були написані між 85 і 98 роками, за винятком тих, що зібрані в книзі XII, котрі датуються приблизно 102 роком, після його повернення до рідного міста. Слід зауважити, що уся літературна творчість Марка Валерія Марціала складається з епіграм, написаних у віршованій формі, однак до нас дійшла тільки збірка з дванадцяти книг.

## Зміст
Після Катулла, який присвятив епіграмі третій розділ книги своїх віршів, саме Марціал зробить її гідним літературним жанром (а не просто розвагою, особливо політичною, як це було до цього). Зокрема, це форма поезії нагоди, яка фіксує в кількох коротких рядках миттєво схоплене враження, майже виключно мінімальні повсякденні факти в афористичному стилі. Теми, що розглядаються, в переважній більшості ситуацій мають легковажний характер, особливо сатиричний і пародійний, стосуються еротики (в деяких випадках навіть до справжньої порнографії), а також симпозіумів і похоронної тематики.
Безжалісний спостерігач навколишньої дійсності, агресивний, але ніколи не вдається до особистих нападів, Марціал дає нам уявлення про повсякденне життя римського суспільства на самому початку принципату (римської історії), між останніми імператорами династії Флавіїв: Перед його очима постають дурні та нещасні, заздрісники, бізнесмени, ненажери та лихварі, новоспечені багатії з плебейськими душами, повії, жіночні та пасивні гомосексуали, перелюбники та лесбійки, паразити, що полюють за спадщиною, та підлабузники політиків. Його майстерність полягає в тому, щоб зробити характерними як фізичні вади, так і вади характеру, акцентуючи їхні найабсурдніші та найсмішніші риси.
Ніколи немає моралізаторського обурення, але завжди відсторонена або в кращому випадку презирлива посмішка, ніякої образи чи гіркоти, лише трохи меланхолії наприкінці. Як правило, і в цьому він надихається латинським Lucillio, він завершує свою промову несподіваною кульмінацією (апродокетоном, що йде врозріз з очікуваннями/ефектом несподіванки) і блискуче; жвавий і розмовний, з багатим словниковим запасом від культурного до іронічного і нецензурного. Його знайомий Пліній Молодший після смерті автора описав його як «геніального, гострого і різкого, який писав здебільшого з дотепністю та уїдливістю, але також і з відвертою відвертістю».

## Український переклад
- Марк Валерій Марціал. Епіграми / Пер. з лат. Н. Ващишина, А. О. Содомори та ін.; упор., передм. і прим. В. З. Зварича. — 152 с. — ??? прим. — ISBN 978-617-629-500-6.